# サンタマリア島

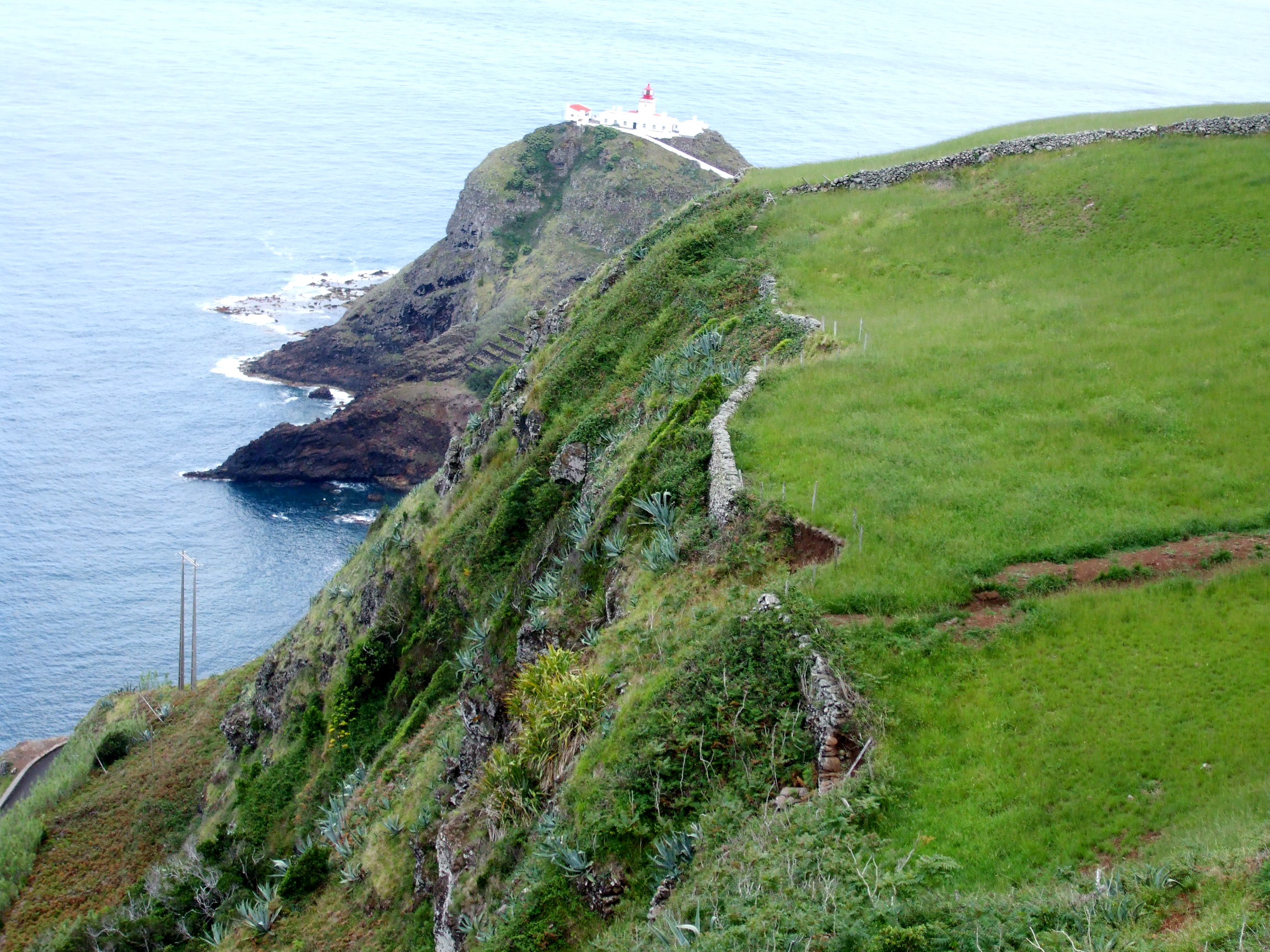
サンタマリア島のゴンサロ・ヴェーリョ灯台

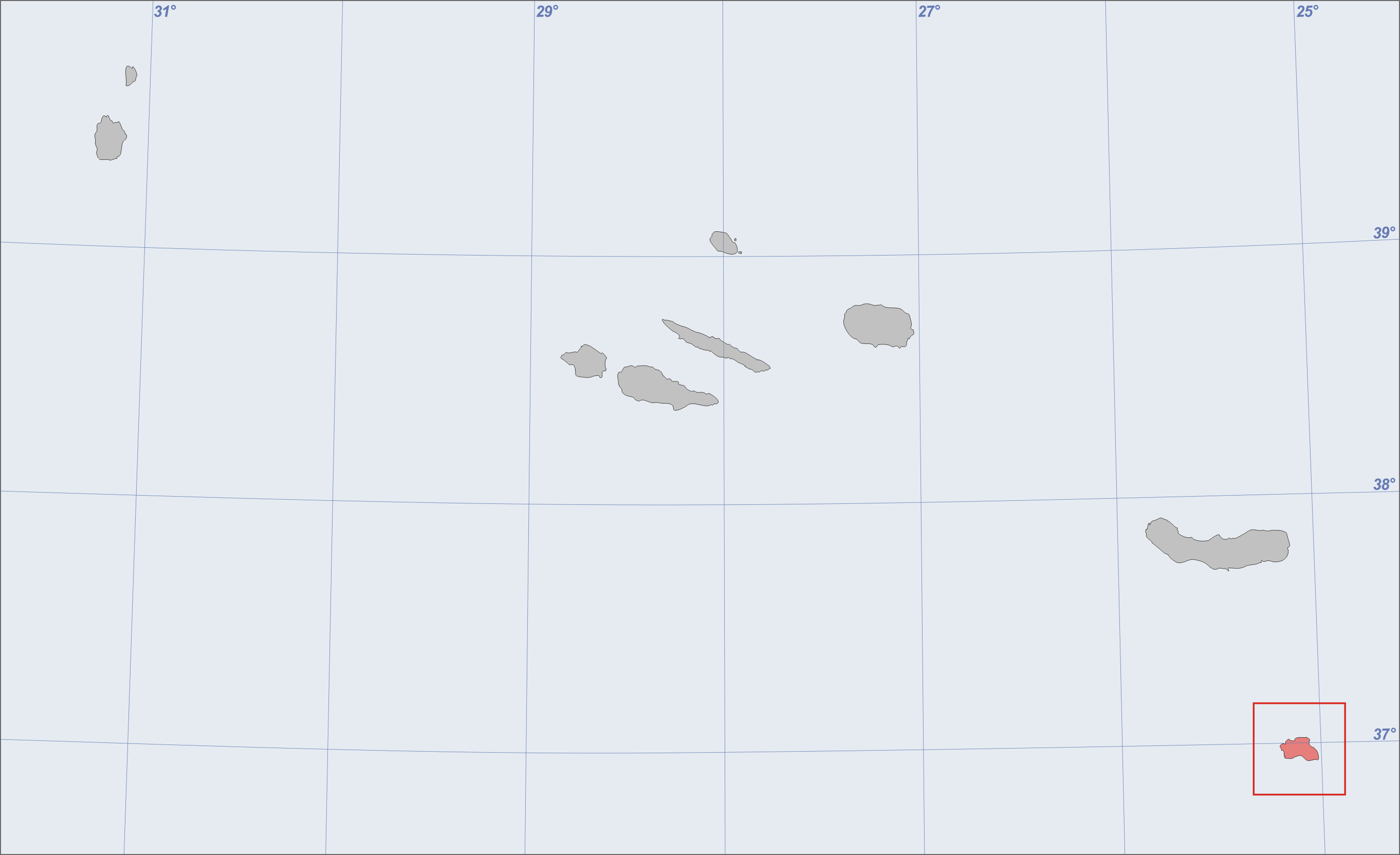
サンタマリア島の位置

サンタマリア島（サンタマリアとう、ポルトガル語: Ilha de Santa Maria）は、ポルトガル領のアゾレス諸島を構成する島である。
大西洋の中央部マカロネシアに位置するアゾレス諸島を構成する9の島のひとつであり、同諸島の中で最も東に位置する。

## 交通

### 空港
- サンタマリア空港（英語版）